# 人体科学会
人体科学会（じんたいかがっかい, Society for Mind-Body Science）とは、東西の文明の古い英知を現代において問い直すという立場から1991年11月に作られた学術団体である。現在は日本学術会議協力学術研究団体。従来の学問分野の境界を越えて、文科系から医療体育系、理工系まで総合した観点に立ち、各学系総力で未知の領域（身体・気・意識・霊性など）の洞察を深め、人間の本質を探究し、将来の世界における思想的理念を求めてゆくことを目標とする。会員には物理学者や科学哲学者から東洋医学者、超心理学者、宗教家まで非常に幅広い専門家が名を連ねている。代替医療・超心理学・気功など、科学の枠を超えた分野をも研究対象としている。
学術誌「人体科学」（Journal of Mind-Body Science、査読あり）を年に1・2回、機関誌「Mind-Body Science」を年1回発行している。

## 概要
人体科学会の活動は13の領域が示されている。その領域は以下のとおり、科学の枠にとどまらず、文化・宗教までを含む。
1. 生命科学・物理科学の先端的知見に基づいた生命現象の本質の研究
2. 深層心理学、心身医学、精神医学などを総合した心身相関の研究
3. 心身と環境の相互関係及び風水の研究
4. 身体観について東洋医学の理論的・実験的研究
5. 禅・ヨーガなど東洋の伝統的修行法の生理・心理的研究および生体への影響の研究
6. 気エネルギーに関する実験科学的および理論的研究
7. 霊性（スピリチュアリティ）に関する研究
8. 超心理現象・潜在能力に関する総合的研究
9. ホリスティック医学・統合医学の確立を目指した研究
10. 心身の健康および体力の保持・増進のための実践活動の研究
11. スポーツ・芸術・教育・文化の領域における能力開発の研究
12. 西洋の分析的発想と東洋の総合的発想との融合
13. 人類の宗教意識についての研究

人体科学会の設立の際にはソニーの井深大が期待の言葉を寄せている。

## 人体科学会事務局
東京都千代田区三崎町3-1-11　瀬川ビル3F（2016年時点）

## 主な役員
【初代会長】
- 門脇佳吉　上智大学名誉教授　カトリック司祭、イエズス会員　（哲学・神学）

【二代目会長】
- 湯浅泰雄 　桜美林大学名誉教授（哲学・深層心理学）

【元会長】
- 春木豊 早稲田大学人間科学部教授（心理学）

【会長】
- 田中朱美   　東京女子医科大学教授（精神医学・東洋医学）

【副会長】
- 浅見高明 　筑波大学名誉教授・至学館大学教授（体育学・武道）
- 藤波襄二 　東京医科大学名誉教授（公衆衛生学）
- 町好雄 　東京電機大学工学部教授（電子工学・工学）

【常任理事】
- 石井康智　早稲田大学文学部教授（心理学）
- 大井玄　   　国立環境研究所所長（生命倫理・保健学）
- 河野貴美子　日本医科大学情報科学センター（生命科学・生理学・医学）
- 木戸眞美 　東北学院大学教養学部教授（人間情報学・物理学）
- 佐古曜一郎　ソニーメディアフォーマット部部長（数理工学・情報理論）
- 佐々木雄二 　駒澤大学文学部教授（心理学・心身医学）
- 定方昭夫 　長岡大学教授（東洋医学・超心理学）
- 高橋和夫 　文化女子大学文学部教授（人文・哲学・宗教学）
- 野村晴彦　電子技術総合研究所主任研究官（生命科学・理学・工学）
- 宮本知次 　中央大学法学部教授（体育・武道）

【理事】
- 青木宏之 　新体道協会名誉会長（新体道・武道）
- 池田士郎 　天理大学教養部教授（哲学・心理・宗教）
- 石川光男　国際基督教大学名誉教授（高分子物理学）
- 帯津良一 　帯津三敬病院院長（医学・東洋医学）
- 鎌田東二 　武蔵丘短期大学助教授（人文・神道学・哲学）
- 北出利勝 　明治鍼灸大学教授（東洋医学・生体気学）
- 酒井シヅ 　順天堂大学医学部教授（医史学）
- 坂出祥伸 　関西大学文学部教授（中国哲学・中国医学史・思想）
- 佐々木茂美 　生命現象研究所東北福島分室　電気通信大学名誉教授（人体科学・サイ科学）
- 柴真理子 　神戸大学発達科学部教授（舞踊学）
- 瀬戸明　昭和大学（量子精神生理学・実験形而上学）
- 寺山旦中　二松学舎大学文学部教授（芸術・書道・東洋学）
- 長沢元夫　東京理科大学名誉教授（東洋医学）伴義孝 　関西大学文学部教授（体育学）
- 樋口雄三 　東京工業大学大学院教授（精神神経免疫学）
- カール・ベッカー   京都大学総合人間科学部教授（宗教学）
- 山折哲雄 　国際日本文化研究センター所長（人文・哲学・宗教）
- 山本幹男 　放射線医学総合研究所上席研究員（物理学・生命情報科学）
- 吉福康郎 　中部大学先端技術研究センター教授（スポーツ・バイオメカニクス）

【監事】
- 丸山敏秋 　倫理研究所理事長（東洋医学）
- 渡辺恒夫 　東邦大学理学部教授（心理学）

【顧問】
- 伊東俊太郎 　麗澤大学教授・比較文明研究センター所長　東京大学名誉教授（科学史・科学哲学）
- 加賀乙彦 　作家 （精神医学）
- 垣花秀武　ASEAN 地域開発協力研究会会長（工学）
- 門脇佳吉　上智大学名誉教授（哲学・宗教学）
- 河野博臣　河野胃腸科外科医院院長（心理・医学・心身医学）
- 城坂俊吉　金沢工業大学経営科学研究所所長（経済学）
- 近藤鉄雄　新時代戦略研究所代表取締役
- 近藤英夫 　奈良教育大学名誉教授（体育学・芸術）
- 清水博  　金沢工業大学場の研究所所長　東京大学名誉教授（生命関係学）
- 高井有一 　作家（人文・東洋思想・インド哲学）
- 村上陽一郎 　国際基督教大学教授　東京大学名誉教授（科学史・科学哲学）
- 本山博     カリフォルニア人間科学大学院学長（東洋医学・超心理学）
- 矢数道明  　北里研究所東洋医学研究所名誉所長（東洋医学）

【元顧問】
- 河合隼雄 　元京都文教大学学術顧問、京都大学名誉教授（臨床心理学）

## 学会出版書籍
- 科学とスピリチュアリティの時代―身体・気・スピリチュアリティ  ビイングネットプレス 2005年4月

## 湯浅浅雄賞
：「著作賞」「論文賞」「実践活動賞」の３賞がある。
- 2007年 第1回湯浅浅雄賞 吉永進一・関西ワーキンググループ
- 2009年 第3回湯浅泰雄賞 三浦清宏「近代スピリチュアリズムの歴史─心霊研究から超心理学まで」
- 2012年 第6回湯浅泰雄賞 島薗進『日本人の死生観を読む 明治武士道から「おくりびと」へ』
- 2014年 湯浅浅雄賞 杉本耕一
- 2015年 湯浅泰雄著作賞 杉岡良彦『哲学としての医学概論』
- 2018年 第12回湯浅泰雄著作賞 田中彰吾『生きられた〈私〉をもとめて: 身体・意識・他者』
- 2019年 第13回湯浅泰雄著作賞 唐澤太輔『南方熊楠の見た夢―パサージュに立つ者―』、延恩株『韓国と日本の建国神話』